# Amun-her-khepeixef (fill de Ramsès VI)
Amun-her-khepeixef   (segle XII aC - segle XII aC), també conegut com a Amenherkhepxef D per a distingir-lo de personatges anteriors amb el mateix nom, va ser un príncep egipci de la XX Dinastia, a finals de l'Imperi Nou. Era el fill gran del faraó Ramsès VI (1144 - 1136 aC) i de la seva Gran esposa reial Nubkhesbed.
Malgrat haver estat escollit hereu al tron d'Horus, va morir abans que el seu pare. Va ser enterrat al sarcòfag reutilitzat de la reina Tausret (provinent de la veïna tomba KV14), en una extensió de la tomba KV13, prevista originalment per al canceller Bai, de finals de la XIX Dinastia. En el moment de l'enterrament la tomba es va tornar a decorar amb imatges del príncep i els seus parents.
La tomba es troba a la Vall dels Reis.